# 2020年香港立法會內務委員會風波
2020年香港立法會內務委員會風波，在香港簡稱「內會風波」，是指在香港立法會內務委員會於選出2019-2020年度內務委員會主席及副主席時民主派和建制派之間的風波。2019年10月15日，內務委員會開始新立法年度選舉主席程序，李慧琼競逐連任，為了避嫌由副主席（公民黨議員郭榮鏗）主持會議，民主派乘勢派出22名議員競逐，相反建制派至提名期結束，仍只有李慧琼一名候選人，使建制派陷入兩難局面，促成了風波。

## 背景

### 國歌法準備恢復二讀
2019年5月24日，《國歌條例草案》法案委員會完成工作並通過將草案交付大會恢復二讀，當時委員會主席廖長江指將會於6月14日向內會提交報告，時間在原定《逃犯條例》修訂草案恢復二讀日期（6月12日）之後。6月9日，大批市民參與反對《逃犯條例》修訂草案遊行，反修例運動開始爆發。6月12日，多人包圍立法會大樓，並爆發警民衝突。6月19日，立法會主席梁君彥建議於2020-21立法年度才將國歌法恢復二讀，並解釋指當前政治環境暫不適宜再處理政治事件。時任政制及內地事務局局長聶德權隨即採納建議。民主派認為國歌法會箝制反對聲音，而且條文依靠主觀判斷，憂慮會成為取消議員資格的工具，繼而於內會拖延，希望阻礙國歌法恢復二讀。

## 經過
|                           | 會議日期         | 會議議程 | 主持   |
| ------------------------- | ---------------- | --- | ------ |
| 1*                        | 2019年10月18日   | I. 內務委員會主席及副主席的選舉 | 郭榮鏗 |
| 2*                        | 2019年10月25日   | I. 內務委員會主席及副主席的選舉 | 郭榮鏗 |
| 3*                        | 2019年11月1日    | I. 內務委員會主席及副主席的選舉 | 郭榮鏗 |
| 4*                        | 2019年11月8日    | I. 內務委員會主席及副主席的選舉 | 郭榮鏗 |
| 5*                        | 2019年11月15日   | I. 內務委員會主席及副主席的選舉 | 郭榮鏗 |
| 6*                        | 2019年11月22日   | I. 內務委員會主席及副主席的選舉 | 郭榮鏗 |
| 7*                        | 2019年11月29日   | I. 內務委員會主席及副主席的選舉 | 郭榮鏗 |
| 8*                        | 2019年12月6日    | I. 內務委員會主席及副主席的選舉 | 郭榮鏗 |
| 9*                        | 2019年12月13日   | I. 內務委員會主席及副主席的選舉 | 郭榮鏗 |
| 10*                       | 2020年1月3日     | I. 內務委員會主席及副主席的選舉 | 郭榮鏗 |
| 11*                       | 2020年1月10日    | I. 內務委員會主席及副主席的選舉 | 郭榮鏗 |
| 12*                       | 2020年3月13日    | I. 內務委員會主席及副主席的選舉 | 郭榮鏗 |
| 13*                       | 2020年3月20日    | I. 內務委員會主席及副主席的選舉 | 郭榮鏗 |
| 14*                       | 2020年4月17日    | I. 內務委員會主席及副主席的選舉 | 郭榮鏗 |
| 15*                       | 2020年4月24日    | I. 內務委員會主席及副主席的選舉 | 郭榮鏗 |
| 16*                       | 2020年5月8日上午 | I. 內務委員會主席及副主席的選舉 | 郭榮鏗 |
| 17*                       | 2020年5月8日下午 | I. 內務委員會主席選舉尚未完成之時，考慮、討論及解決內務委員會的急切／重要事務 II. 法律事務部交付內務委員會處理的法案所擬備的報告 III. 在憲報刊登的附屬法例法律事務部報告 IV. 資深司法人員任命 V. 法案委員會報告                                                                                    | 李慧琼 |
| 18*                       | 2020年5月18日    | 選舉內務委員會主席 | 陳健波 |
| 19                        | 2020年5月22日    | I. 內務委員會副主席的選舉 II. 立法會先前會議的續議事項 III & IV. 將於立法會會議席上處理的事項 V & VI. 法案委員會及小組委員會報告和情況 VII. 決定立法會行政管理委員會和查閱立法機關文件及紀錄事宜委員會委員選舉的日期 VIII. 決定提名及選舉立法會議員加入中文大學及香港大學校董會的日期 IX. 其他事項 | 李慧琼 |
| （註：帶有*的為特別會議） |                  | |        |

### 首次會議
2019-2020年度立法會會期於2019年10月16日開始，按既定機制需重新選舉內務委員會正副主席。
2019年10月15日，內務委員會召開會議，進入選舉程序。根據《議事規則》，本應由上主席李慧琼主持新一屆內務委員會主席、副主席選舉，但因為其尋求連任，由副主席郭榮鏗代為主持會議。民主派關注翌日發表施政報告的保安安排，郭榮鏗認為主席候選人需要得知相關資訊，以進行選舉論壇，容許就該議題進行討論。會議亦討論選舉論壇形式。建制派不滿方案花費太多時間，最終約6.5小時的會議仍未能選出主席。

### 討論立法會保安事宜
2019年10月18日至2020年1月3日，內務委員會舉行10次，合共17.5小時的會議，就警方進入立法會等保安事宜展開討論，郭榮鏗拒絕就發言設時限，並解釋指內會主席為立法會行政管理委員會的當然委員，而行管會需要處理立法會保安事宜，因此候選人應表達他們對立法會保安事宜的意見。

### 延長產假草案
增加法定產假至14周的《2019年僱傭(修訂)條例草案》因為內會未能完成選舉程序而無法進行審議，政府提出將草案繞過內會而交由人力事務委員會處理。工聯會議員何啟明去信內會，呼籲議員支持該建議，1月10日的會議亦曾花費1.5小時討論該信件。

### 疫情爆發
受疫情影響，原定2月5至7日的會議取消，3月13日再開會時，民主派指現時疫情下不應召開與抗疫無關的會議，要求內會討論疫情下召開會議的準則。該日會議到達原定結束時間前，郭榮鏗延長會議至尹兆堅發言完畢，建制派議員陳健波和何君堯等叫囂表達不滿，要求將場地交予即將召開的財委會，郭榮鏗驅逐兩人離場。民主派不滿保安只包圍何君堯，未有將他抬走，去信內會要求行管會解釋，3月20日會議討論相關信件。

### 中聯辦及港澳辦譴責
4月13日，港澳辦發文批評「一些反對派議員為了謀取政治私利，罔顧公眾利益，採用卑劣手法癱瘓立法機關運作」，又指其行為是「政治攬炒」，質疑其違背誓言，涉嫌公職人員行為失當。隨後，香港中聯辦亦譴責部分議員「惡意拉布、採取政治攬炒」，又強烈譴責主持郭榮鏗濫用權力，拖延程序，使內會停擺。4月17日內會會議上，多名建制派議員攻擊郭榮鏗主持的安排。會議結束後，仍然未選出主席。

### 李慧琼以上屆內會主席名義主持內會會議

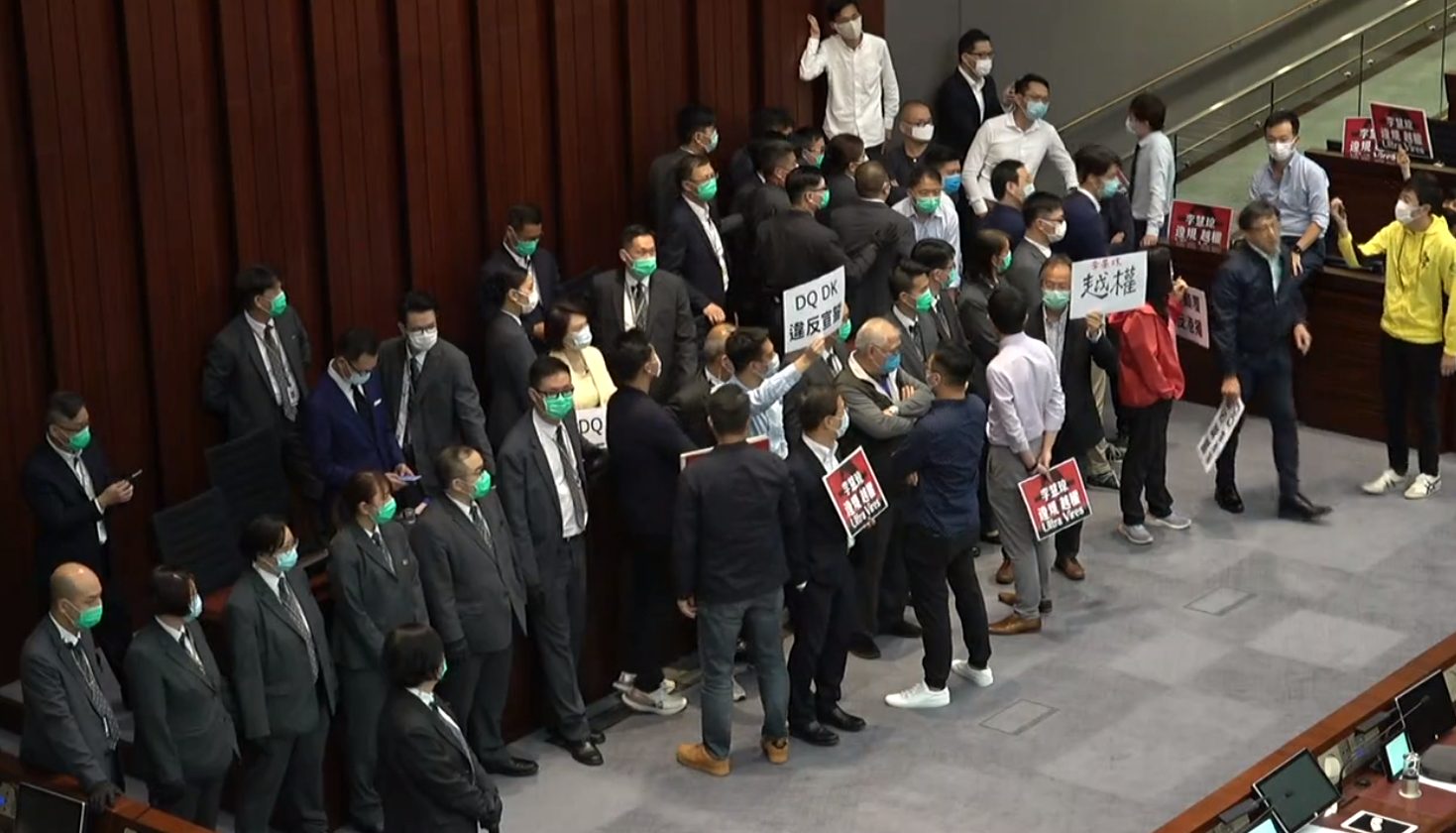
5月8日，李慧琼隨即坐上主席台，民主派議員包圍主席台抗議。建制派議員和保安築成人牆

5月4日，立法會主席梁君彥引述外聘資深大律師余若海及孫靖乾的法律意見，指上年度內會主席有權力和責任處理選舉過程以外的內會積壓議程，又指郭榮鏗越權。（立法會秘書處法律事務部2019年10月曾發出文件，指委員會於選出主席前，不能處理其他事務）同日，李慧琼宣布於5月8日召開兩個內會會議，上午由郭榮鏗主持，繼續選舉主席，下午由她主持，處理其他內會事務。民主派質疑梁君彥以公帑為李慧琼「僭建權力」，建制派則認同外間法律意見分析。5月7日，民主派取得資深大律師戴啟思及名譽資深大律師陳文敏的法律意見，指李慧琼無權主持內會，否則會有利益衝突，而未選出新任主席前，她亦無權處理選舉以外事項。法律意見同時認為郭榮鏗早前行為沒有越權。
5月8日上午會議，民主派提出規程問題，要求討論就內會風波的不同法律意見，建制派質疑討論越權。最終郭榮鏗宣布他裁定下午會議應該繼續選舉主席。建制派指裁決「無用、無效、無理及越權」
下午1時多，教育事務委員會會議結束，李慧琼隨即坐上主席台。民主派議員包圍主席台抗議，與保安發生衝突。下午2時半，李慧琼宣佈會議開始，民主派議員繼續包圍主席台，多名建制派議員和保安則在主席台前築成人鏈。李慧琼下令驅逐多名民主派議員，混亂間民主黨議員尹兆堅受傷，需要由救護員利用擔架床抬離。郭偉強一度將陳志全拖行數米。陳志全批評郭偉強「直情失控」，郭偉強則回應指行為是為了「合理分隔保安與他（陳志全）的距離」。下午4時15分，郭榮鏗宣布會議結束，大部分民主派議員離開議事廳，建制派則留於議事廳內。

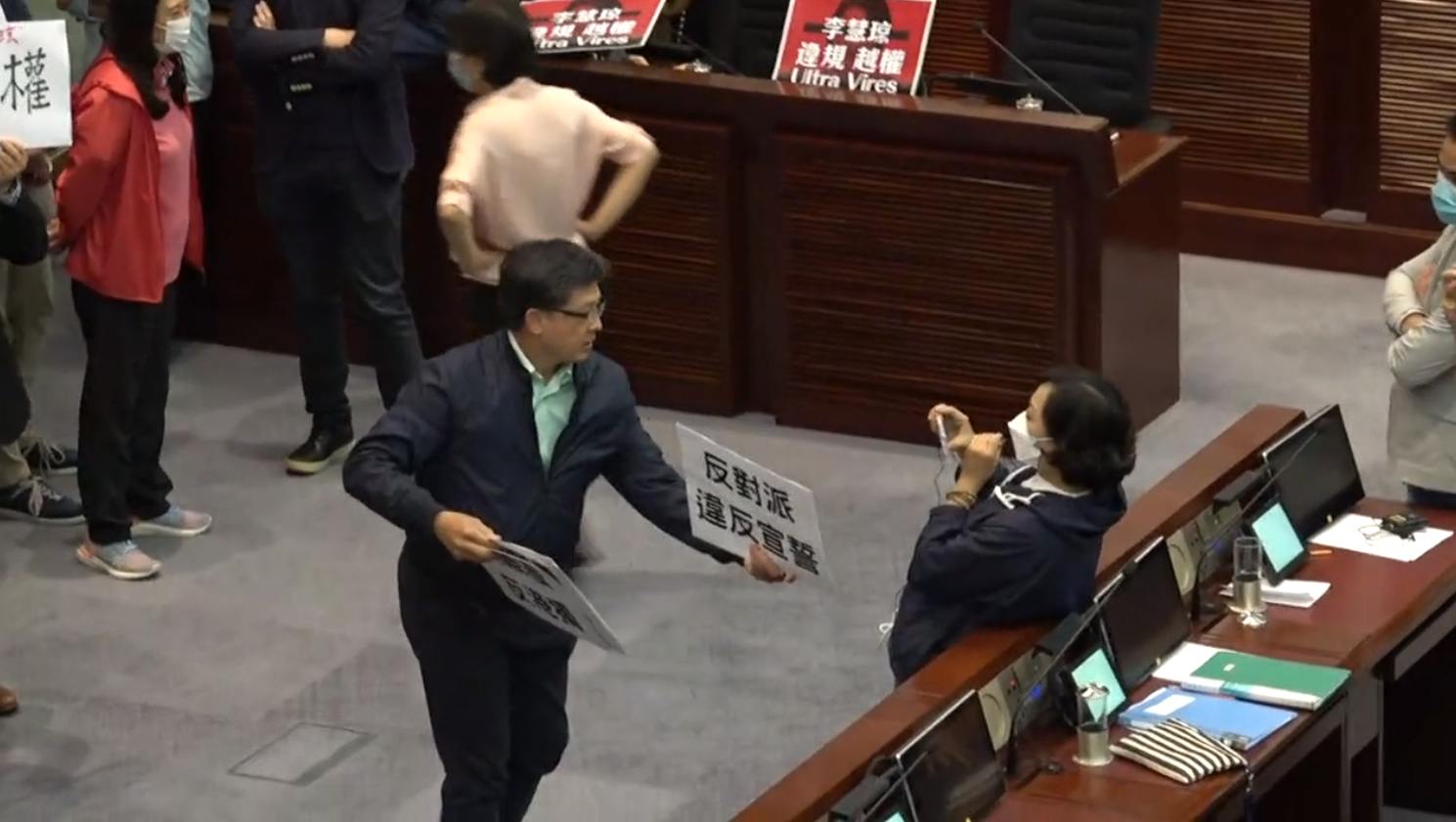
何君堯手持標語，麥美娟負責拍攝
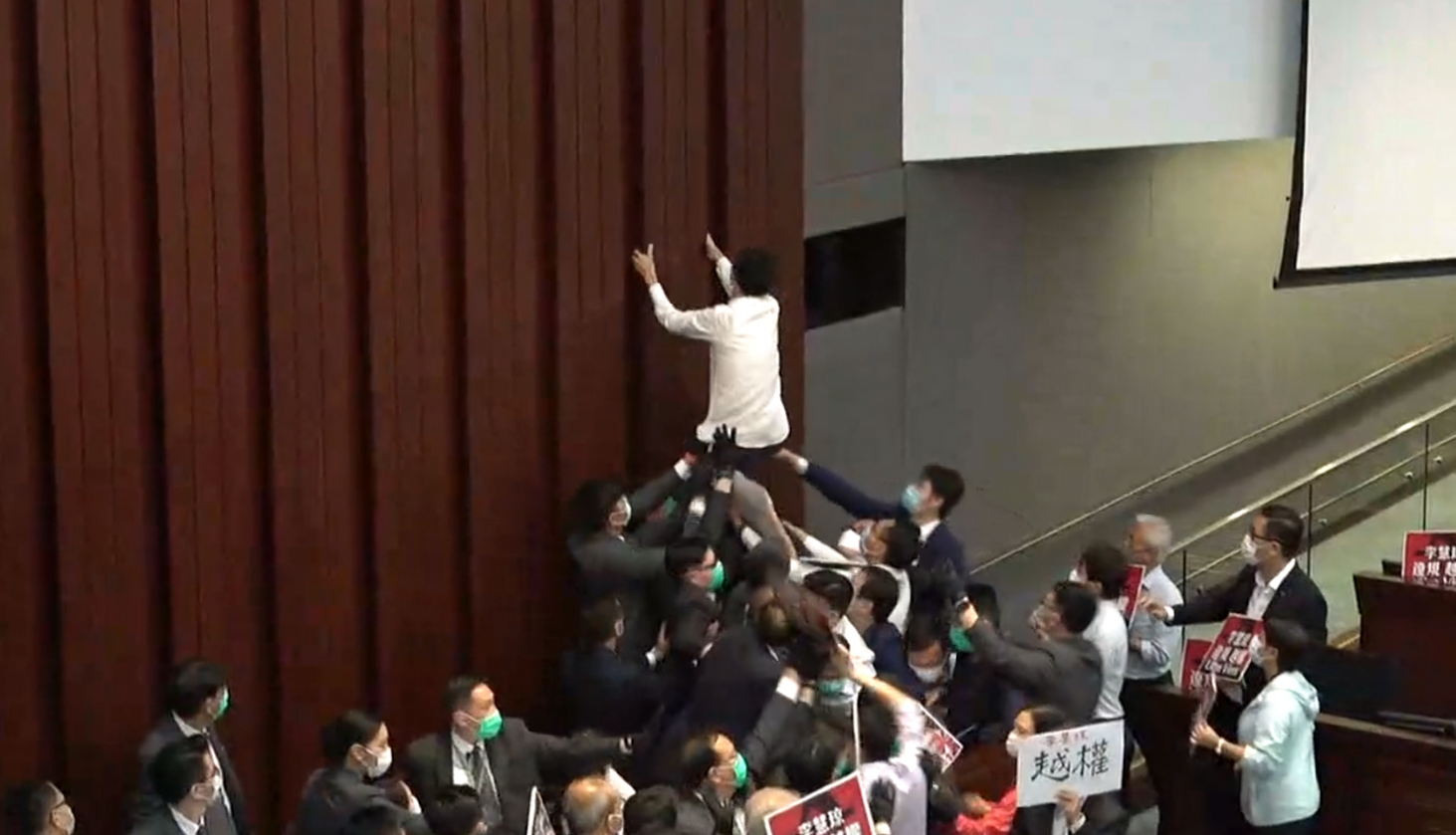
朱凱迪爬上牆上，遭到保安阻止
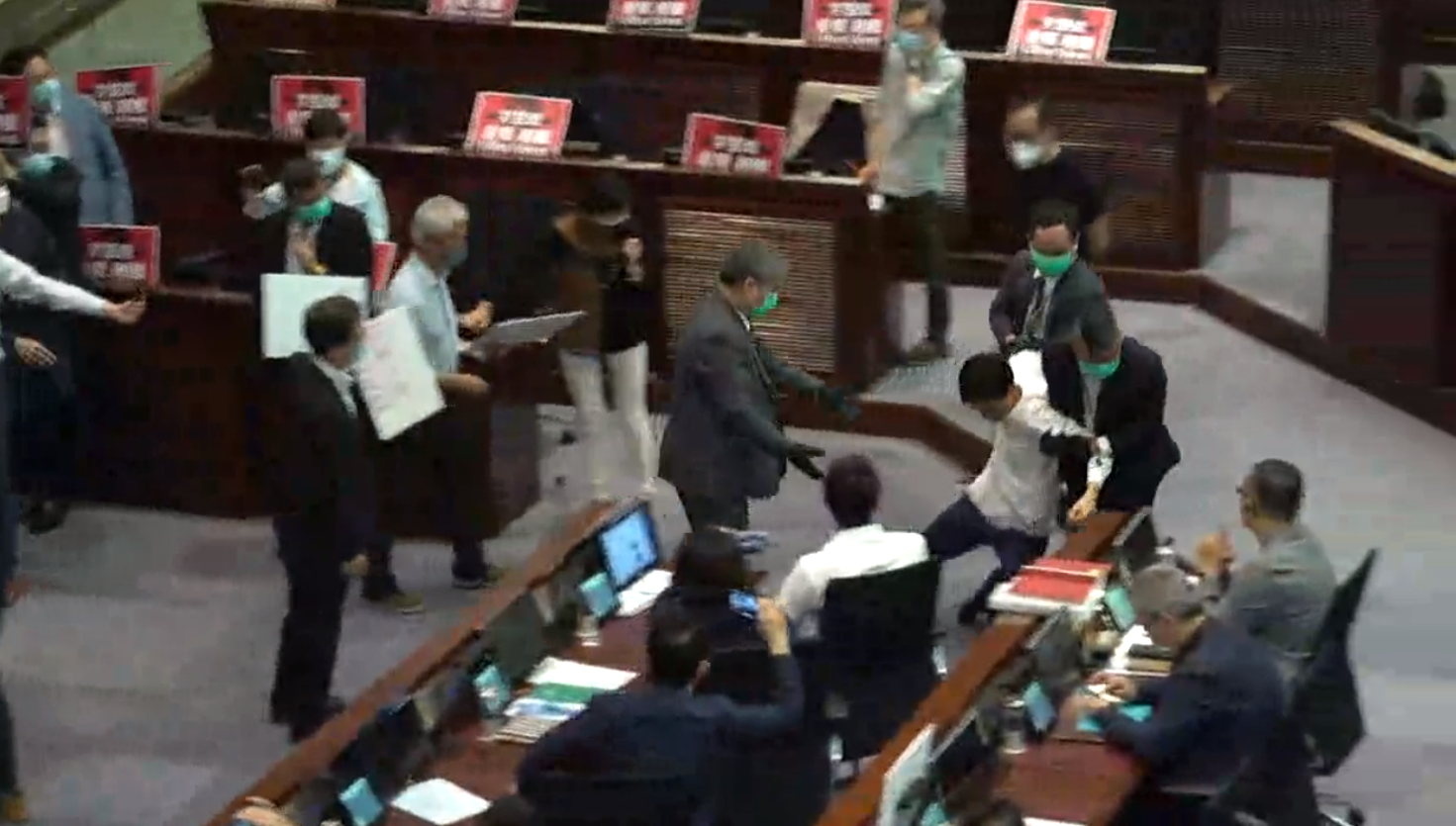
朱凱迪被保安人員抬走
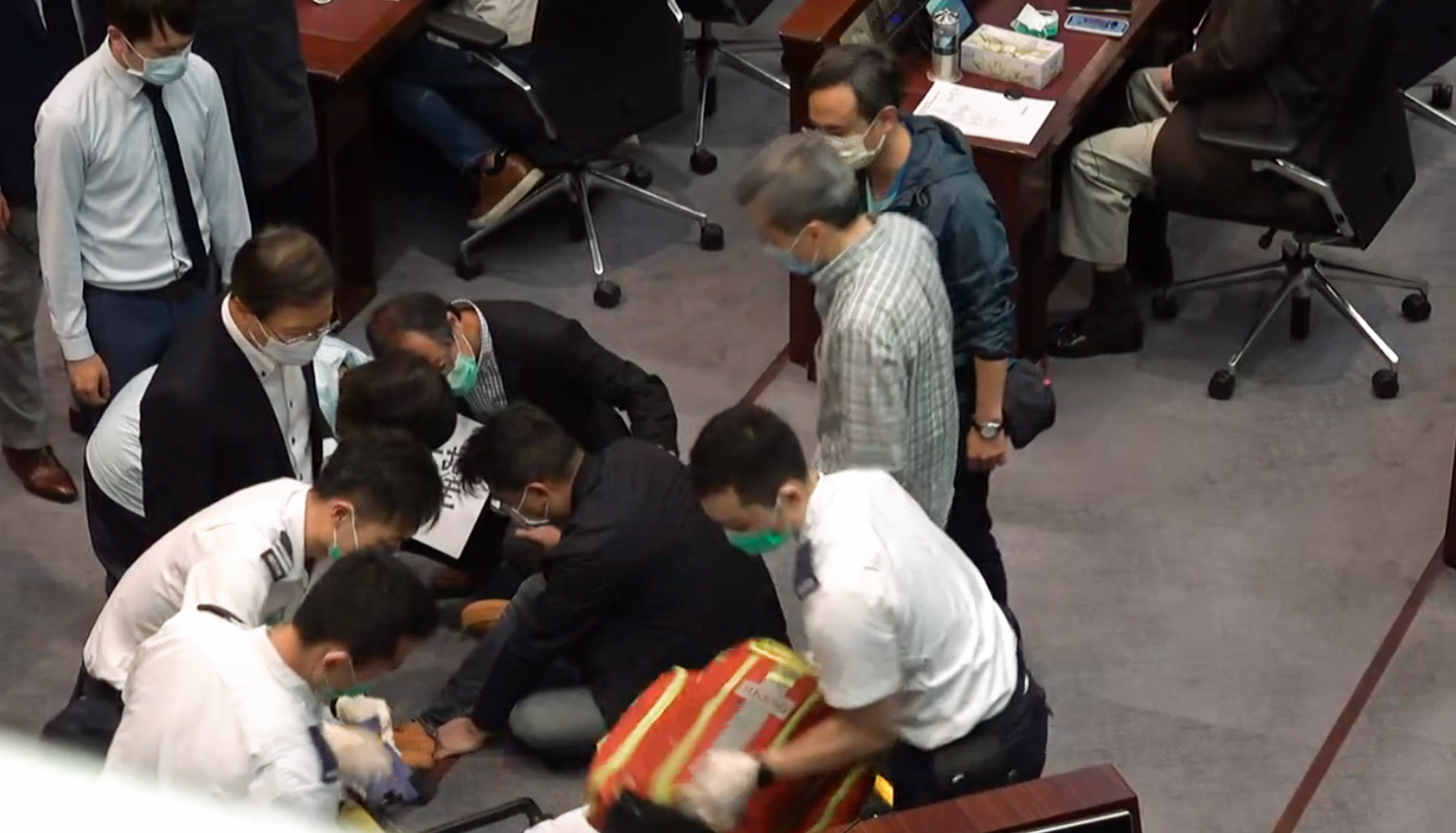
混亂期間尹兆堅受傷，需要由救護員利用擔架床抬離
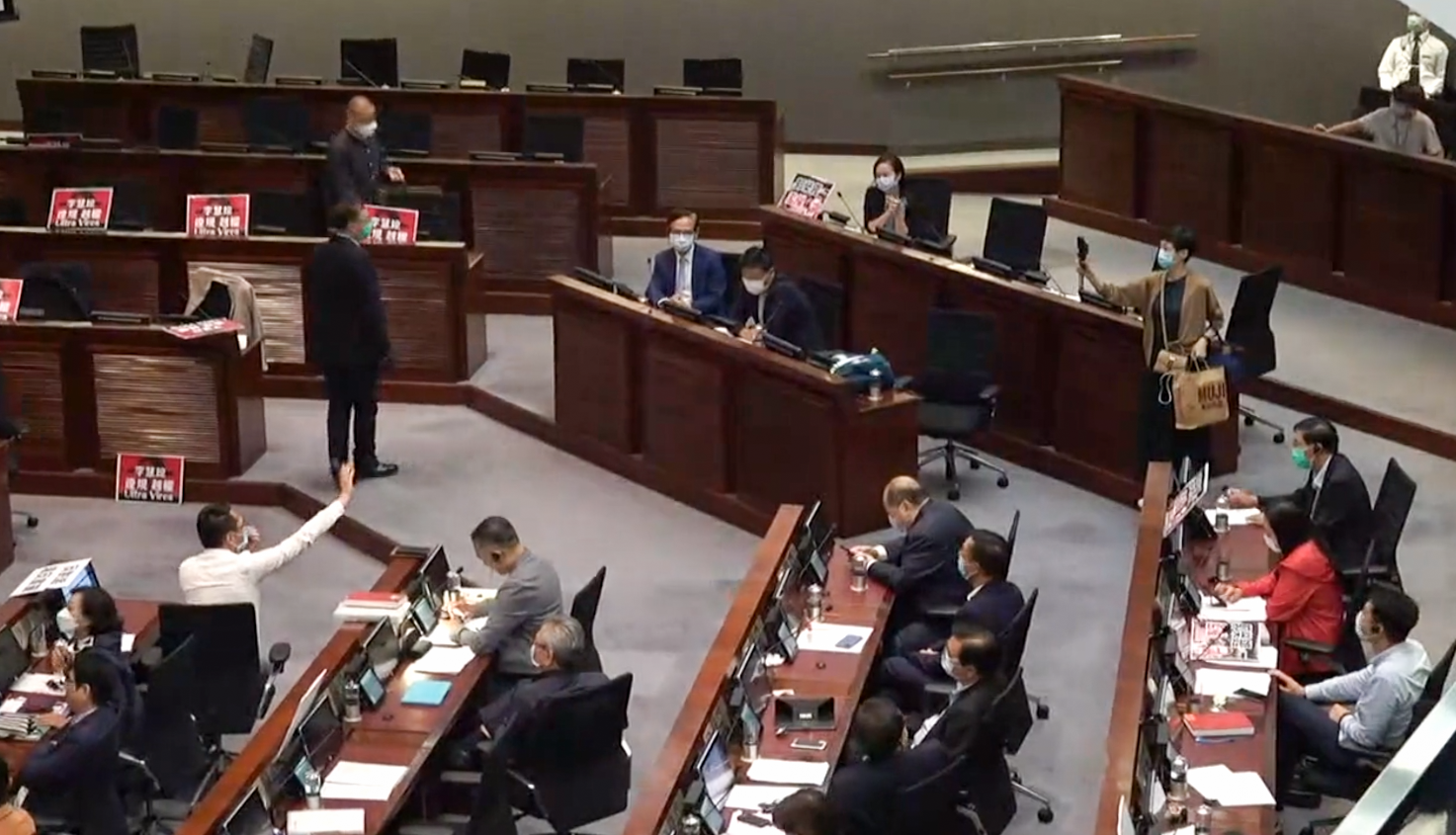
陳淑莊用手機進入直播，引起陸頌雄不滿，最終被要求離開會議室
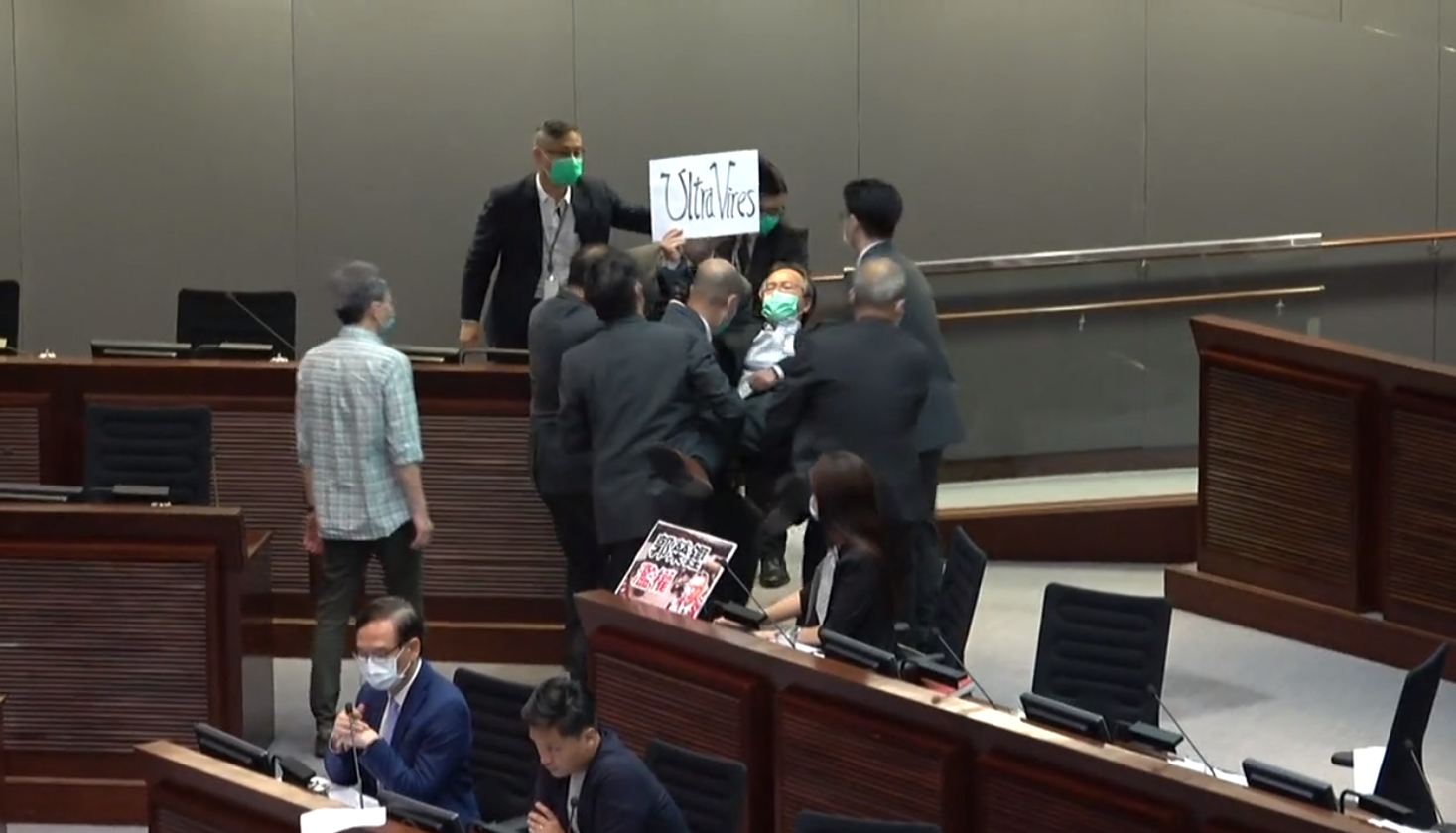
張超雄被保安人員抬走

### 梁君彥委任陳健波主持會議

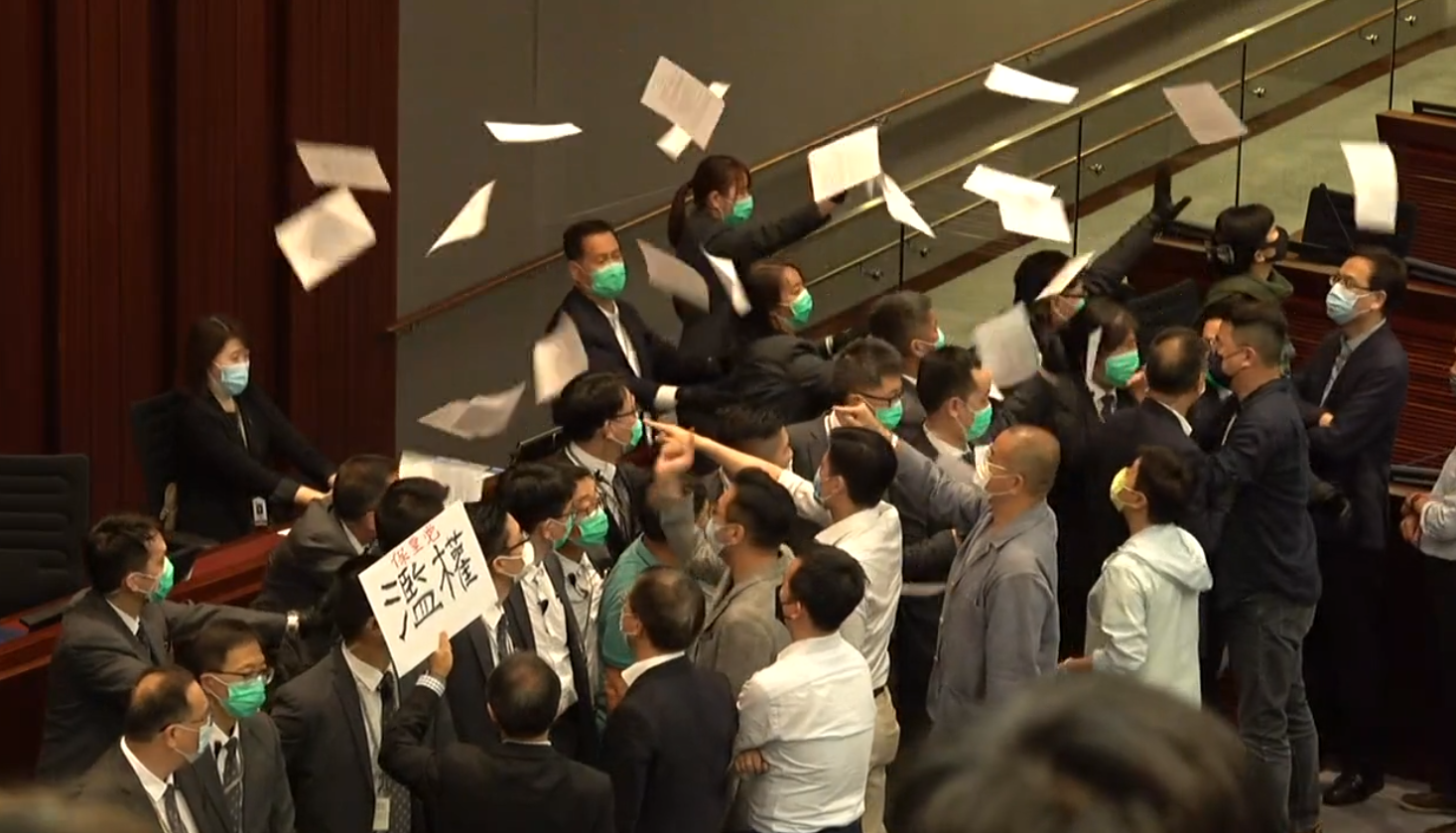
5月18日，民主派議員林卓廷撕下立法院議事規則的紙頁，並拋散在人群中

立法會主席梁君彥於5月15日取得英國御用大律師彭力克和大律師陳浩淇的法律意見後，決定引用《議事規則》第92條直接委任財委會主席陳健波主持5月18日的會議，並解釋是因為財委會主席有經驗處理人數相若的委員會。民主派召集人陳淑莊指該決定徹底破壞議事規則，並指「歷史會記住梁君彥」。
會議當天，陳健波提早45分鐘經側門進入會議室，而保安增援築起人牆保護主席台。由於大部分民主派不斷包圍主席台抗議，再次與保安發生大量衝突。後在大部分民主派被逐出會議室外，剩下會議室內之民主派拒絕投票或監票之情況下，陳健波宣布李慧琼以40票當選2019-2020年度香港立法會內務委員會主席。期間許智峯遭保安壓地，胸壁受傷。秘書處亦就有保安人員受傷報警。

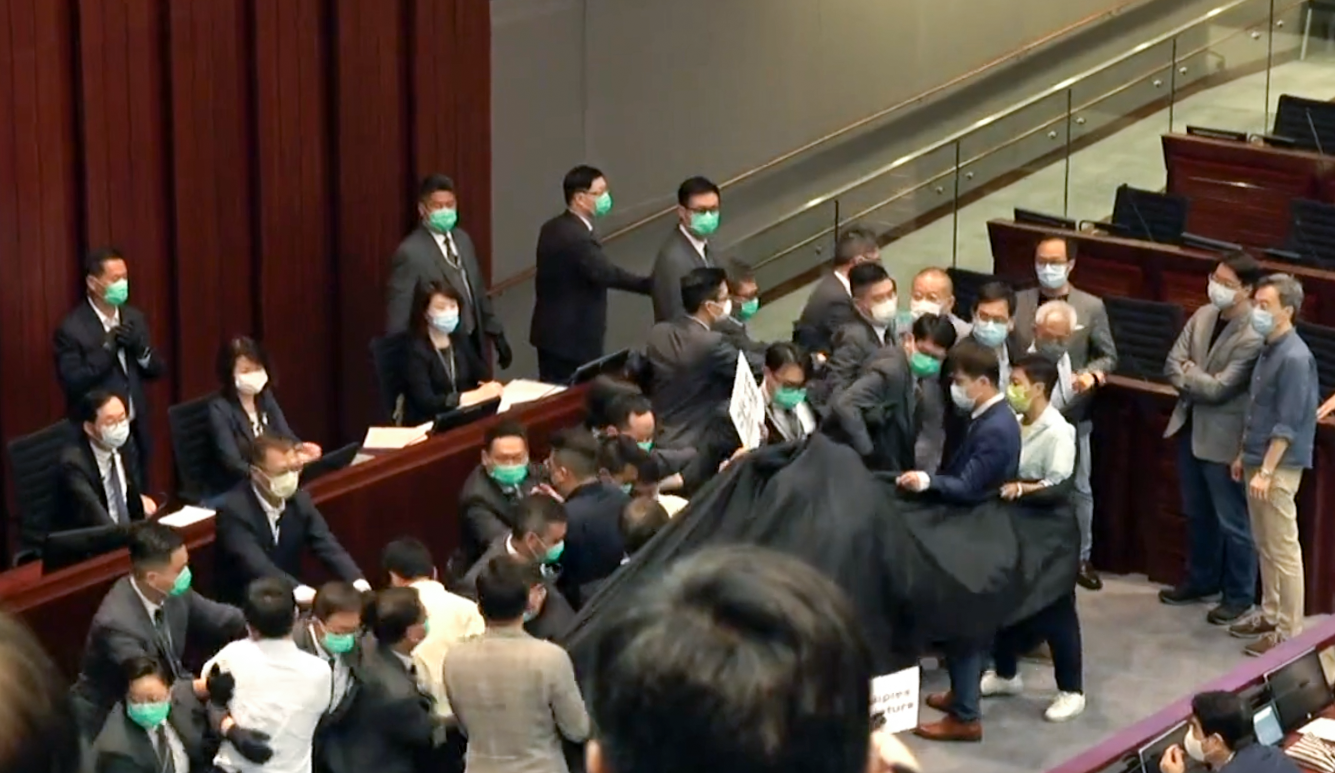
民主派議員拉起黑布，遭到保安和建制派議員阻止
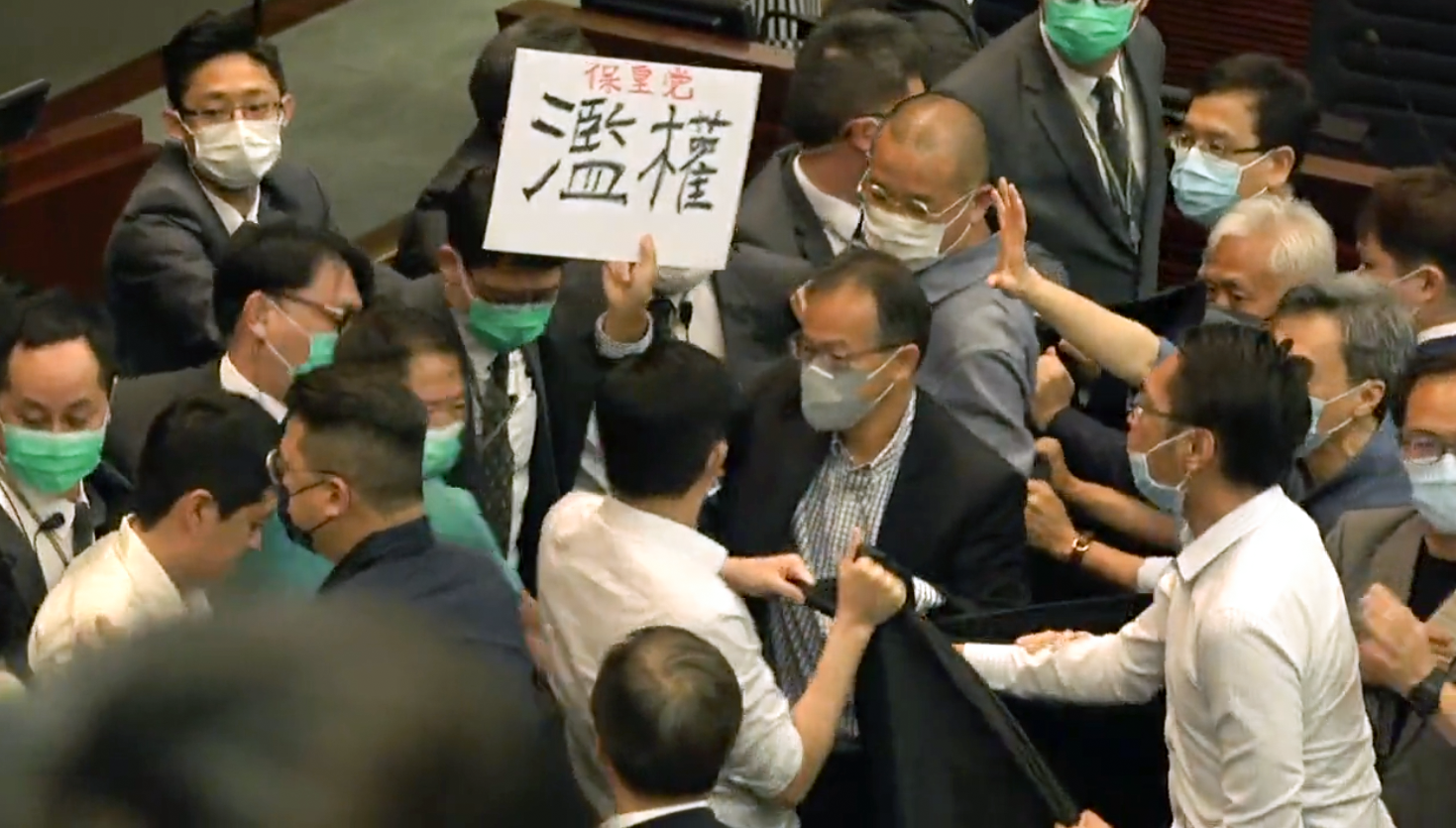
陸頌雄與民主派議員爆罵戰
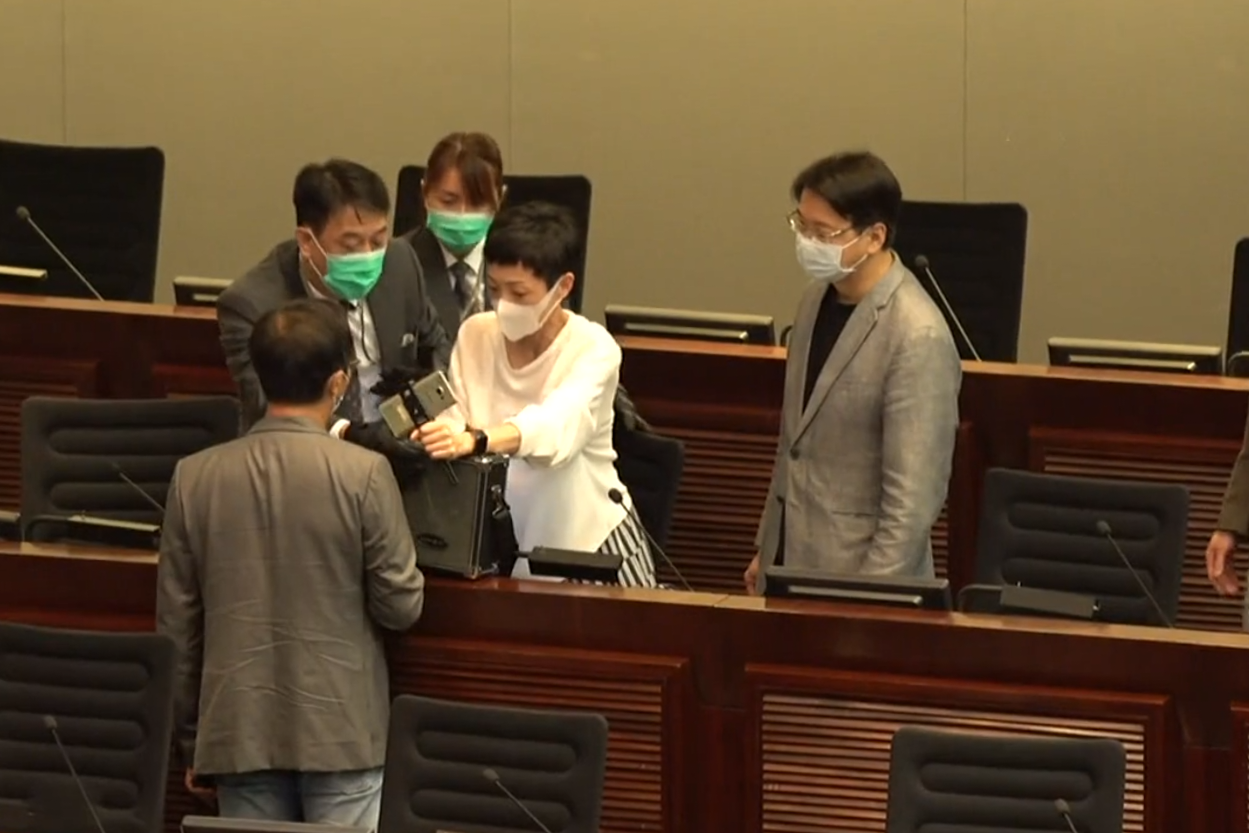
陳淑莊用擴音器叫口號被驅逐離場
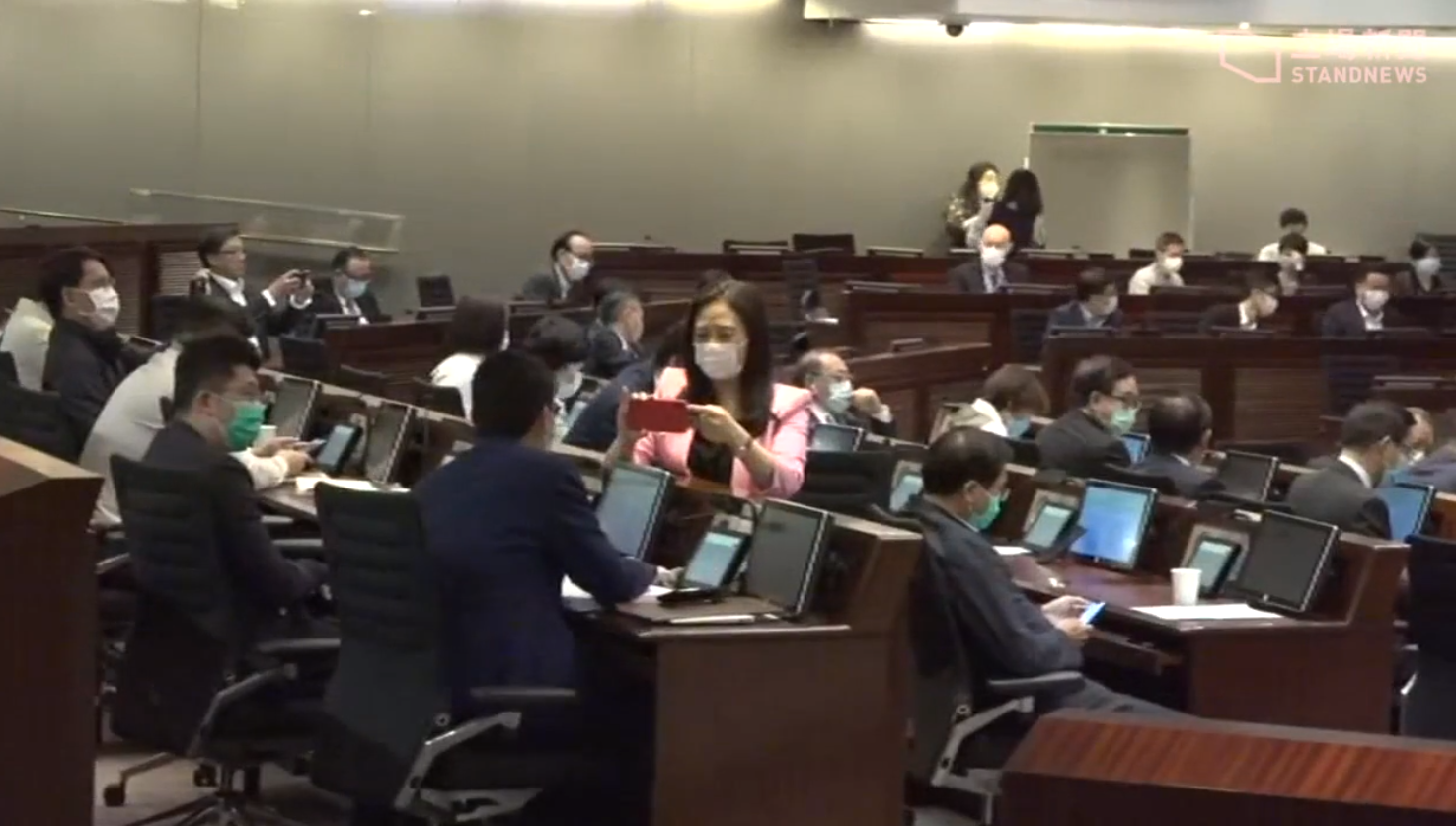
民建聯葛珮帆用手機直播範圍議員
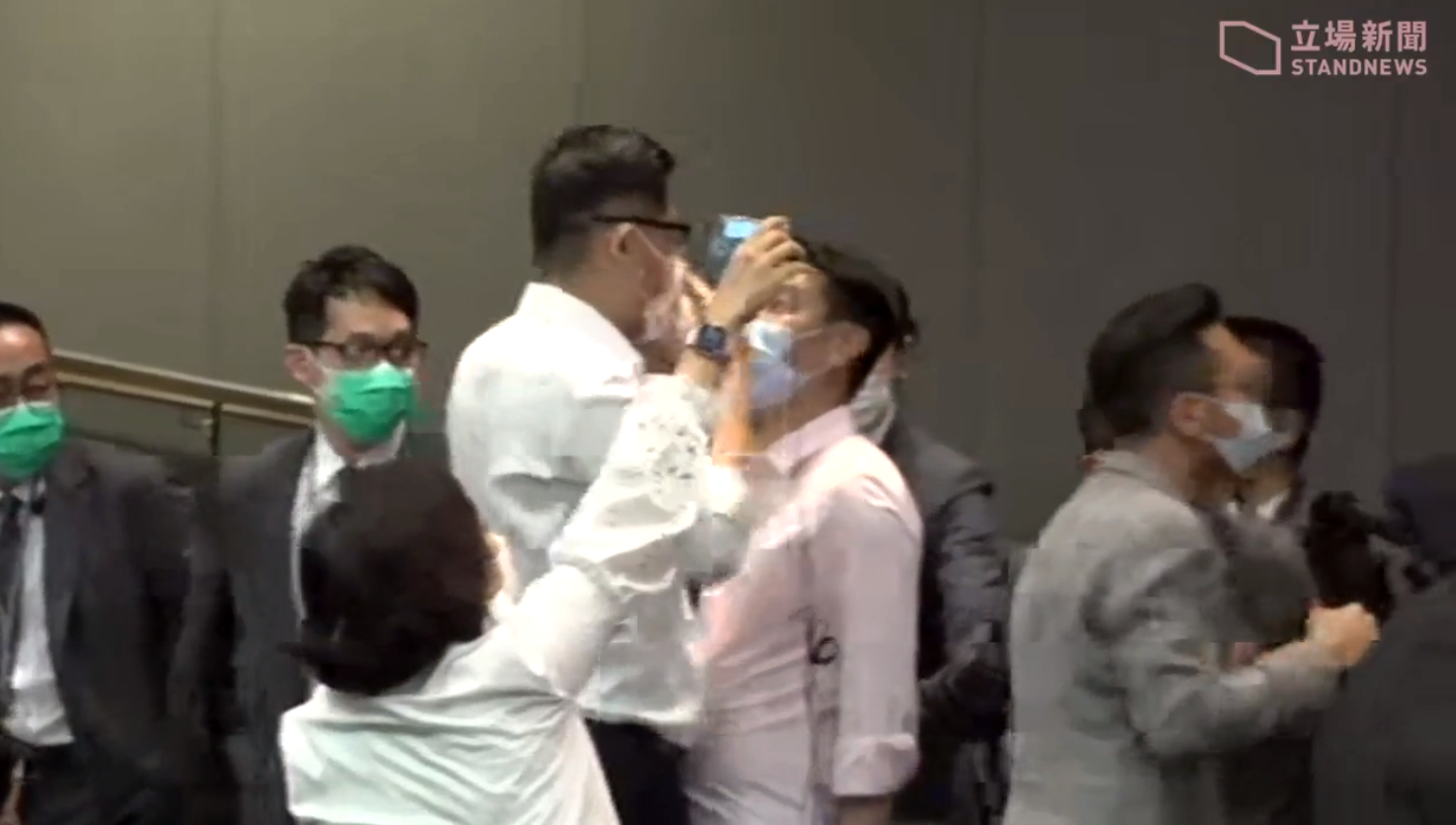
民建聯周浩鼎和林卓廷口角和對峙
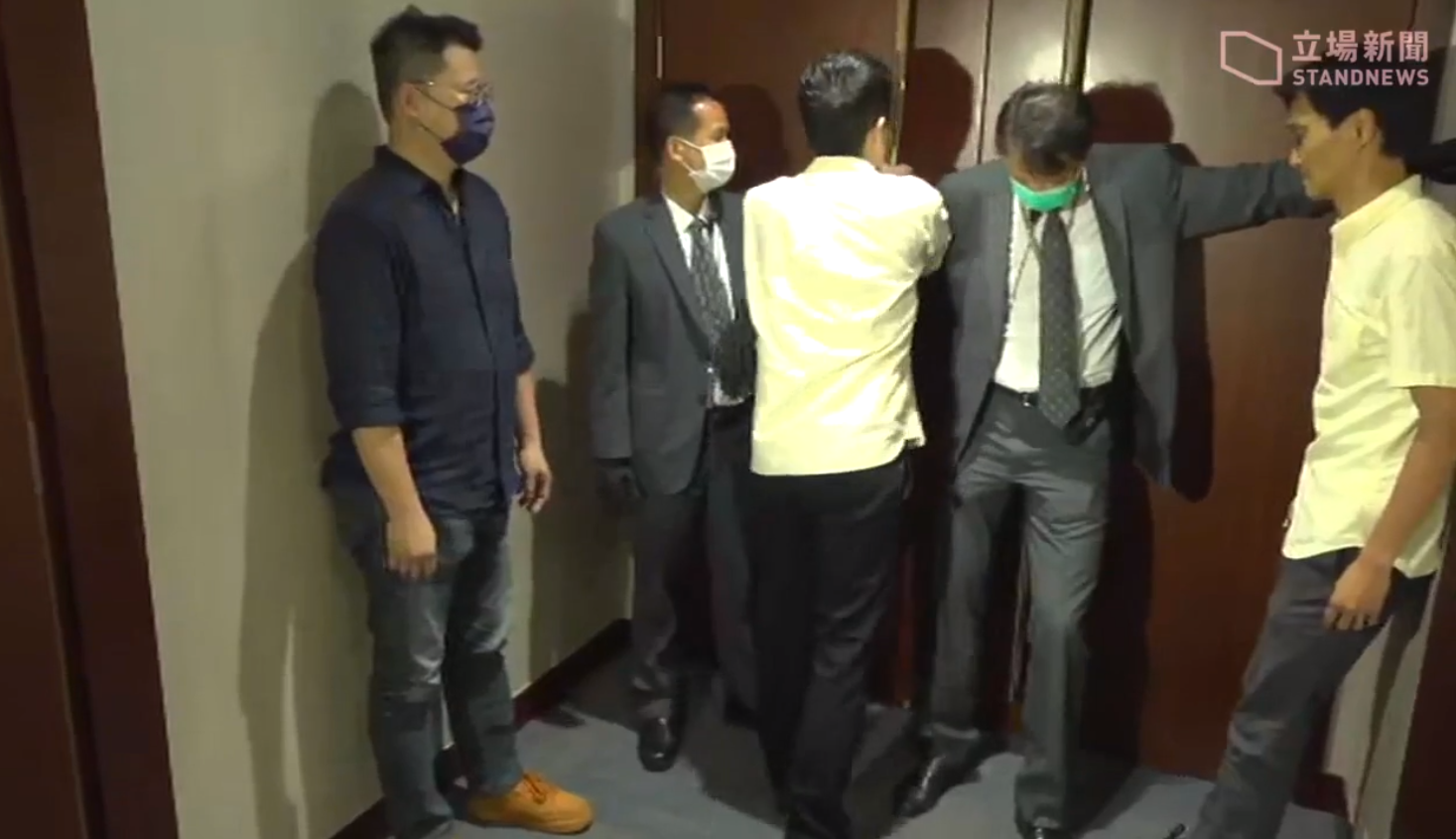
尹兆堅，許智峯和朱凱迪被逐出會議室外，保安在門口阻止議員進入
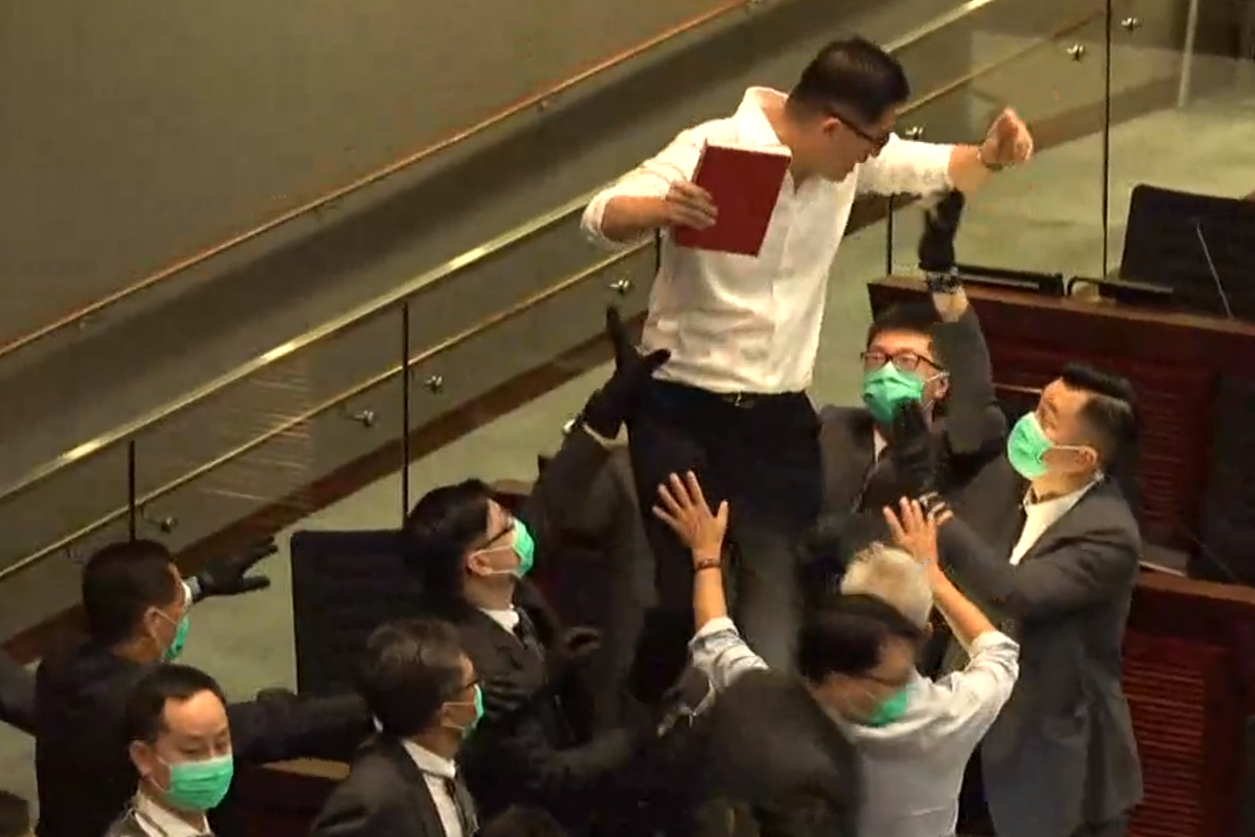
站在檯上的林卓廷因撕破議事規則，向主席台拋擲碎紙後，被保安驅逐
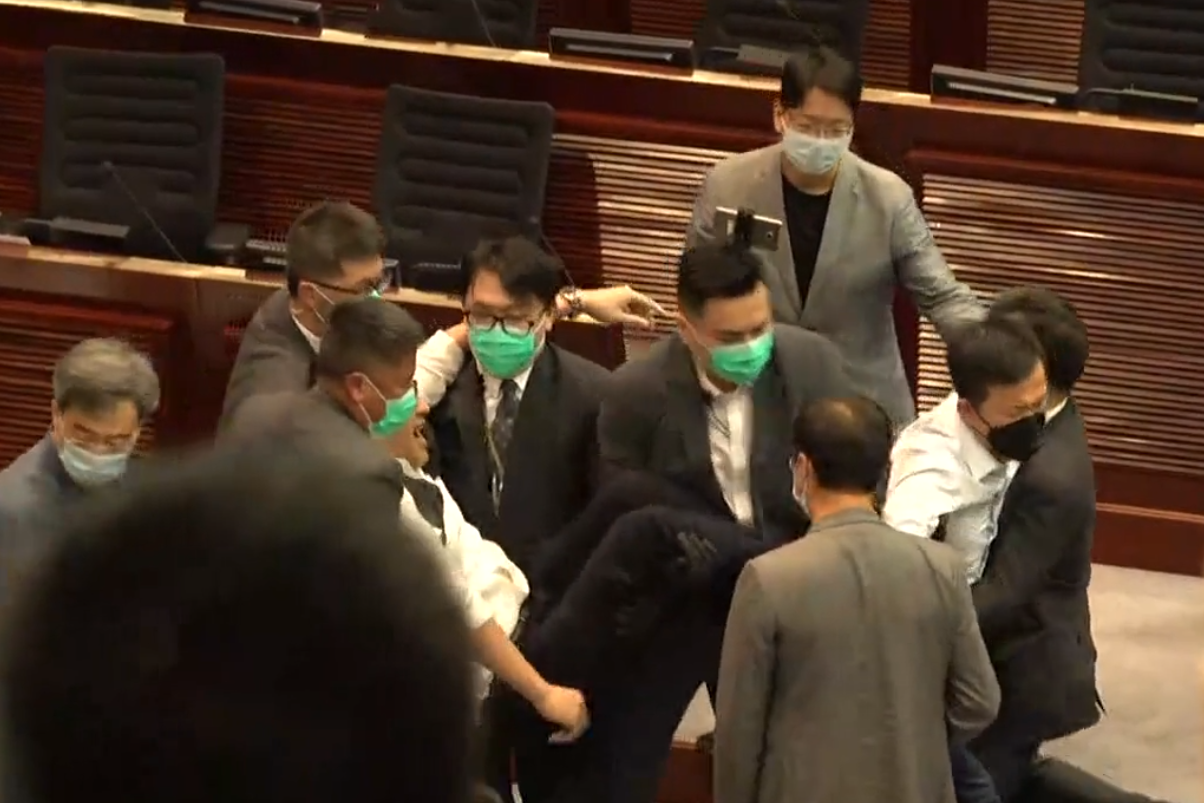
陳志全被保安驅逐

## 後續

### 民主派抗議李慧琼暫代梁君彥主持會議
5月20日立法會大會上，李慧琼一度暫代立法會主席梁君彥主持會議，多名民主派議員提出規程問題質疑她並非正當選出，無權代為主持。李慧琼重申她經正當途徑選出，其後她下令驅逐朱凱迪。

### 內會再爆衝突

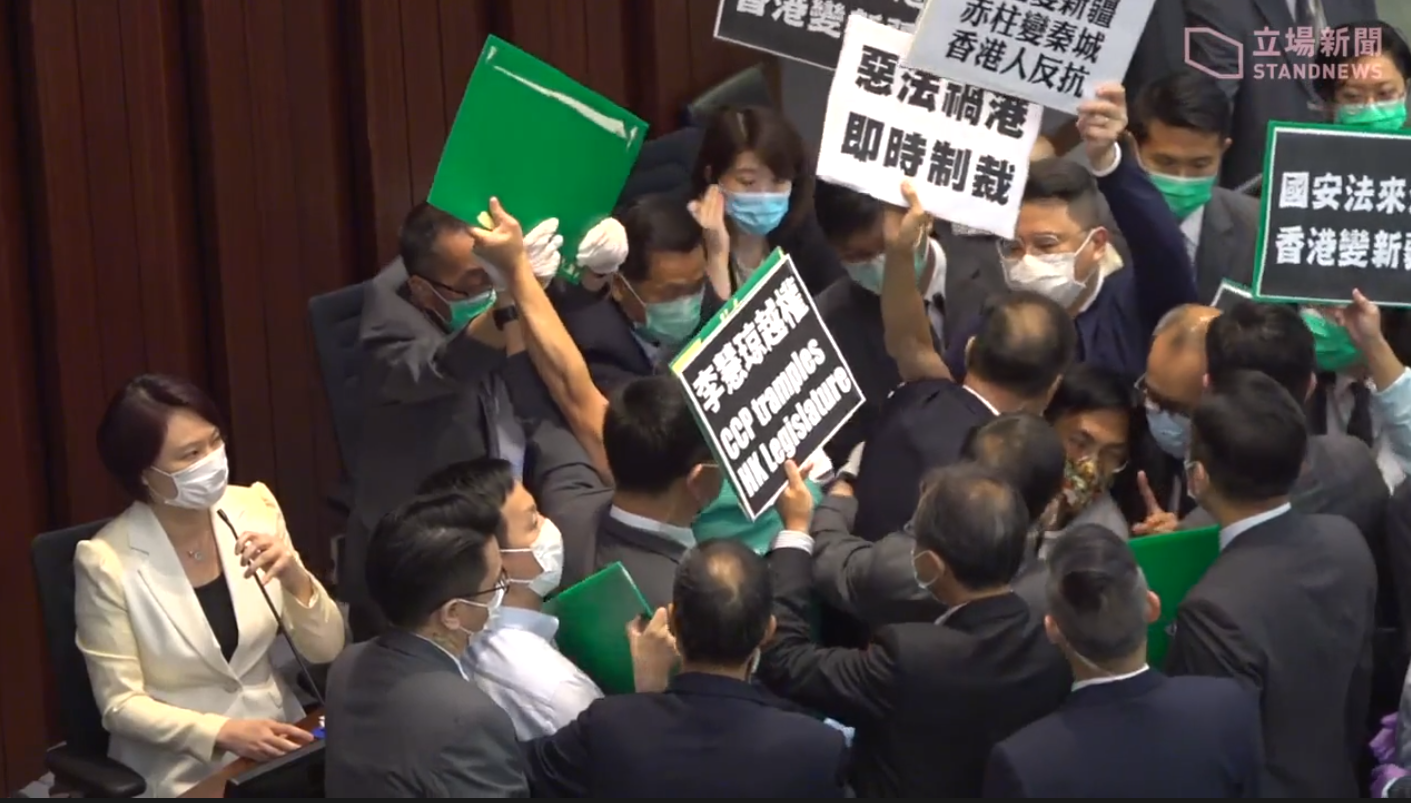
5月22日下午，立法會內會舉行會議，進行內會副主席選舉，民主派議員包圍主席台，抗議李慧琼擔任主席

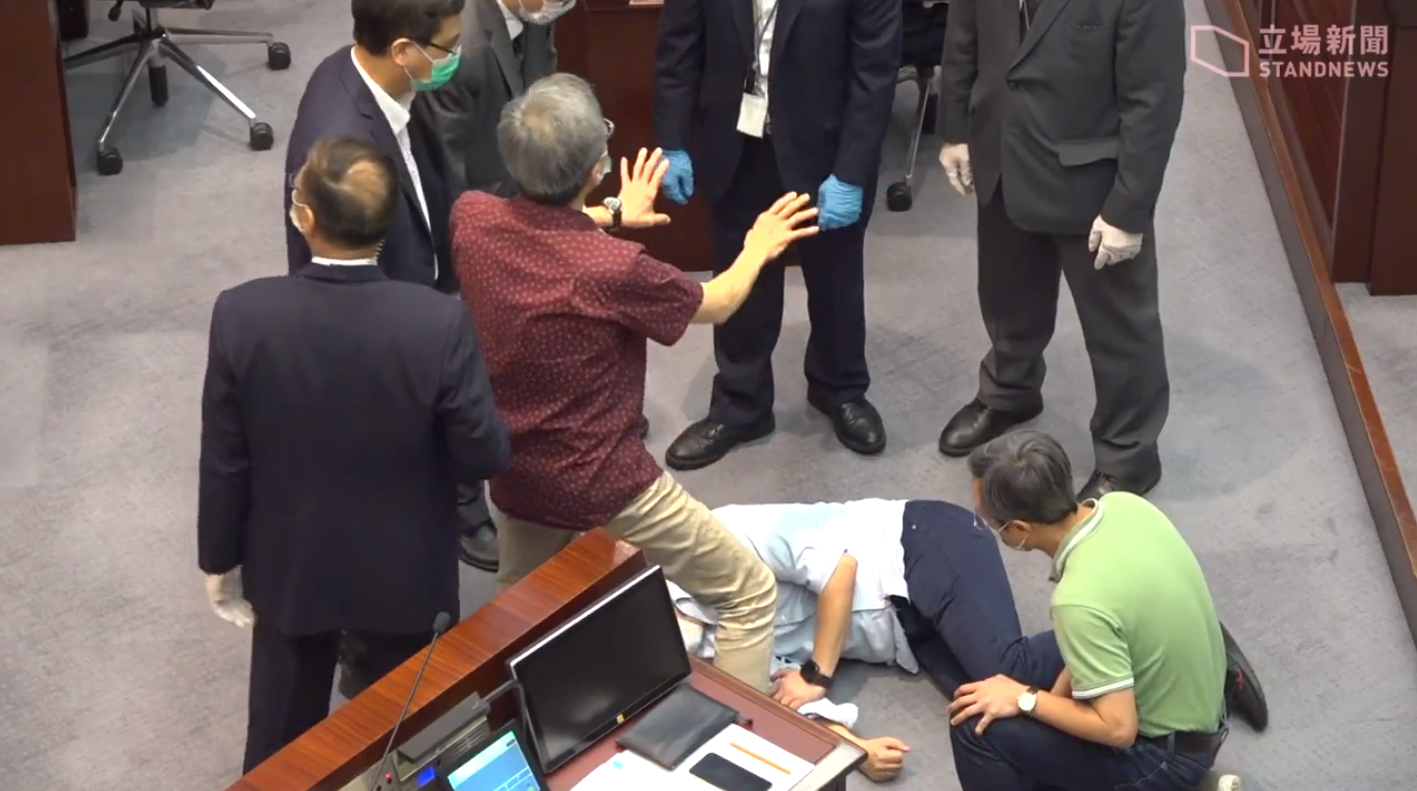
陳志全被保安抬走時，在地上表現痛楚，衞生服務界議員李國麟一度檢視他的傷勢

5月22日，李慧琼在內會開始前15分鐘進入會議廳，並首次以新任內會主席名義主持內會，多名民主派議員於主席台前呼叫口號及舉起「李慧琼越權」及「國安法來港」等標語抗議。李慧琼下令驅逐6名民主派議員。其後，李慧琼宣布進入副主席選舉。陳振英提名馬逢國，民主派未有參與。李慧琼宣布馬逢國自動當選，並隨即以秩序混亂為由宣布休會，大批保安護送她離開。

### 民主派杯葛內會

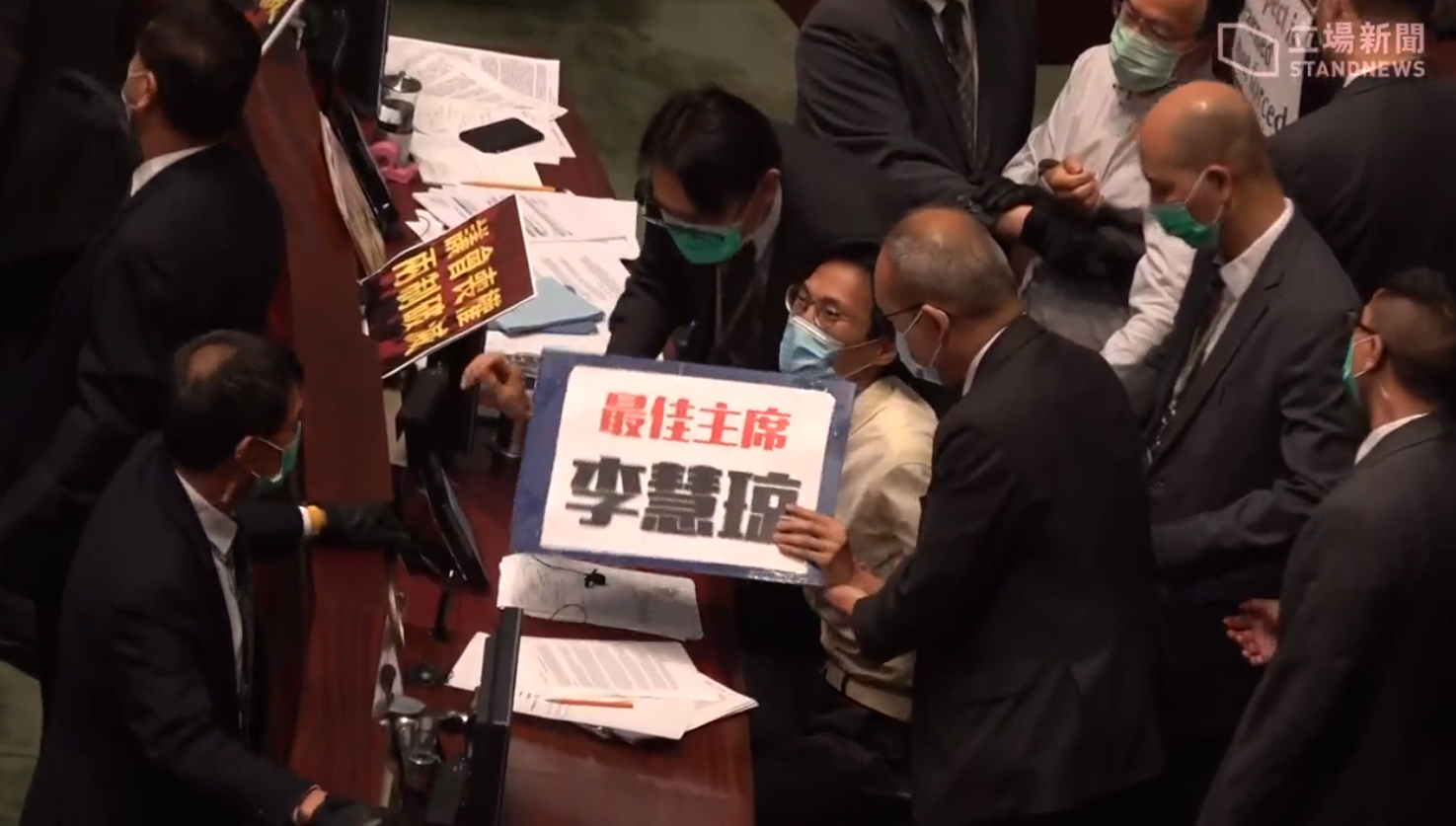
5月28日立法會會議上，主席梁君彥指朱凱迪的標語「最佳主席李慧琼」明顯是反諷席

5月29日，李慧琼再次召開內會會議，民主派全體杯葛會議，並在座位放上「最佳主席李慧琼」標語，其後李慧琼要求保安移除這些標語。

### 陳志全私人檢控郭偉強案獲撤控
前立法會議員陳志全私人檢控工聯會郭偉強的普通襲擊案件，其後律政司介入及接管案件，並指沒有足夠證據及合理機會達致定罪，因而不提證供起訴，法庭到2020年11月9日批准申請並撤銷傳票指控。郭偉強稱自己由始至終都沒有犯罪意圖，表明不會向陳志全道歉，反指是社會「播毒」及荼毒下一代的人更應該道歉。陳志全未有到庭，他早前表示不滿律政司如同「放生」郭偉強。

## 事後各界反應

### 中国
中聯辦對立法會內務委員會重新恢復運作表示歡迎。

### 香港

#### 建制派
李慧琼表示已浪費大量寶貴時間，並將加開臨時會議「追回時間」。

#### 民主派
民主派會議召集人陳淑莊指此次選舉「名不正言不順」，將不對此次選舉結果予以任何承認。

### 美国
美國國務卿蓬佩奧認為建制派作出「不符合程序」（procedural irregularity）行為而泛民議員嘗試阻止時，泛民議員遭到「粗暴對待」（manhandled），表示會密切注視事態發展，不排除作進一步回應。